# Zoo York (marca)
Zoo York é uma empresa americana fundada em Manhattan, no Riverside Park (parque público de Nova York) em 1993, por três skatistas Rodney Smith, Eli Morgan Gessner e Adam Schatz hoje a empresa mantida pelo grupo Marc Ecko Enterprises. Sua sede fica no distrito de Flatiron de New York City.

## História
O nome veio das ruas de Nova York no parque Riverside em Manhattan nos anos 80, veio dos skatistas, grafiteiros de toda uma cultura underground ("subterrâneo", em inglês) que ali habitavam.
Nos anos 90 os três skatistas que moravam no local fundaram a marca Zoo York, seguindo o nome dos anos oitenta lhe oferecia, criando uma marca voltada as pessoas da cultura urbana. A marca até hoje apoia a Zoo Crew, que inclui skatistas, musicos, grafiteiros, designers, surf e BMX.

## Zoo York no Brasil
Marca chegou ao Brasil por volta 2009.

## Patrocínio
- Skate: Forrest Kirby, Kevin Taylor, Donny Barley, Zered Bassett, Martin Isoldi, Aaron Suski, Brandon Westgate, Lamare Hemmings (Am), Anthony Shetler (Am), Matt Miller (Am),Ron Deily and Bruno Oliveira "Buguno", Chaz Ortiz .[6]

- Surf: Robert Wurlitzer, Nick Jiampa, Ben McBrien, Mike Millin, Jun Jo, Pat Millin, Will Skudin, Dean Killarney (Amador), Casey Lockwood (Amador), and Morgan O'Connell (Amador).

- BMX: Ruel Smith, Vinnie Sammon e Edwin De La Rosa.

## Produtos
Comercializa skate, roupas, tênis e acessórios, é voltada para adolescentes a homens adultos e jovens, embora têm uma linha para meninas, roupas e acessórios.